# Centus Arena
Die Centus Arena (Eigenschreibweise: CENTUS ARENA) ist ein Fußballstadion in der ostwürttembergischen Stadt Aalen und Austragungsort der Heimspiele des Fußballvereins VfR Aalen. Sie bietet 14.500 Plätze.

## Geschichte
Das Gelände in dem westlich der Aalener Innenstadt gelegenen Waldstück Rohrwang wurde dem VfR Aalen, der eine neue Heimspielstätte suchte, 1947 von der Forstverwaltung zugewiesen. Nach Abschluss der Vermessungsarbeiten wurde Anfang 1948 mit den Erdbewegungsarbeiten begonnen, wobei insgesamt rund 16.000 Kubikmeter Erde bewegt wurden. Aus Mangel an Arbeitsmaschinen wurde diese Arbeit fast ausschließlich in Handarbeit der Vereinsmitglieder verrichtet. Das fertiggestellte Stadion mit Holztribüne und Stehwall als Gegentribüne wurde am 4. September 1949 unter dem Namen VfR-Stadion im Rohrwang mit einem Spiel gegen den Zonenligisten 1. FSV Mainz 05 (3:5) eingeweiht. Die 18 m lange, 9 m tiefe und an der Vorderseite 5,20 m hohe Tribüne hatte 300 Sitzplätze, durch einen 8 Stehstufen zu je 40 cm umfassenden Zuschauerdamm über Spielplatzhöhe bot das Stadion insgesamt Platz für 15.000 Zuschauer.
Wegen Sanierungs- und Erweiterungsarbeiten für insgesamt rund 300.000 DM war das Stadion im Rohrwang ab dem Frühjahr 1964 für zweieinhalb Jahre gesperrt. Wieder zurück im renovierten Stadion, spielte der VfR Aalen dort in den 1970er Jahren vor bis zu 9.000 Zuschauern seine Aufstiegsspiele zur zweiten Liga aus, hierbei manchmal ergänzt durch Zusatztribünen. Im normalen Liga-Alltag der Oberliga und der tieferen Ligen in den 1980er und 1990er Jahren kamen meistens rund 1.000 Zuschauer zu den Spielen.
1988 verkaufte der VfR Aalen wegen seines hohen Schuldenstandes das VfR-Stadion im Rohrwang für 550.000 DM an die Stadt Aalen, woraufhin das Stadion in Städtisches Waldstadion Aalen umbenannt wurde.
Nachdem bereits 1998 die Südtribüne gebaut, 1999 das Clubheim neu gebaut sowie Presse- und Polizeikabinen auf der Südtribüne errichtet und 2000 ein Sanitär-Kioskgebäude im nordöstlichen Stadionbereich gebaut worden war, beschloss man, als der VfR Aalen Anfang des Jahrtausends den Aufstieg in die 2. Fußball-Bundesliga als Ziel ausgab, das Stadion zweitligatauglich umzubauen. So wurde es 2001 bis 2003 renoviert und modernisiert. Hierzu wurde die Nordtribüne neu gebaut, eine Stehplatztribüne auf der Westseite errichtet und die Stehstufen auf der Ostseite erweitert. Außerdem wurde das Spielfeld um 4 m verbreitert und eine neue Beschallungsanlage, eine Videowand sowie eine für die Übertragung im Fernsehen geeignete Flutlichtanlage installiert. Die Gesamtkosten für den 2003 abgeschlossenen Ausbau betrugen etwa 12,87 Millionen Euro. Ebenfalls aufgrund des angestrebten Aufstiegs in die 2. Bundesliga installierte die Stadt Aalen im Sommer 2008 eine nach Vorschriften der DFL erforderliche Rasenbeheizung. Aus Kostengründen hierfür wurde das Stadion umbenannt, die Namensrechte sicherten sich das Metallrecycling-Unternehmen Scholz AG und die Scholz Edelstahl für fünf Jahre.

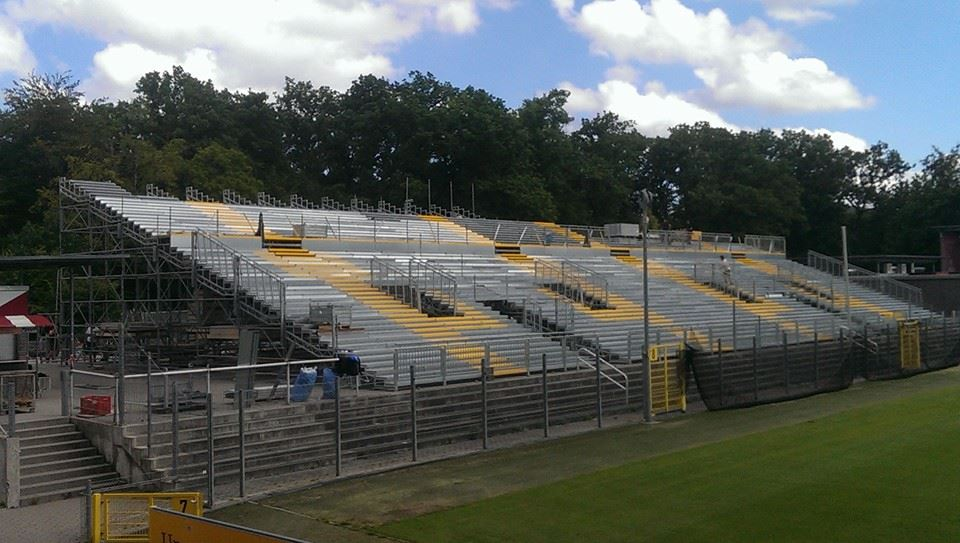
Aufbau der neuen Osttribüne, aufgenommen am: 25. Juni 2014

Nach dem erfolgten Aufstieg in die 2. Bundesliga im Jahre 2012 erteilte die DFL die Lizenz mit der Auflage, übergangsweise mindestens 12.000 Plätze (anstatt der eigentlich geforderten 15.000 Plätze) anzubieten. Daher wurde im Juni 2012 ein Provisorium in Form einer mobilen Tribüne mit 2.088 überdachten Stehplätzen errichtet. Die DFL machte mit der Lizenzierung zur Saison 2014/15 den Ausbau des Stadions auf 15.000 Plätze in zwei Ausbauabschnitten zur Auflage. Nach Beschluss des Aalener Gemeinderates erfolgte zur Saison 2014/15 der Ausbau der Osttribüne von 2.088 auf 3.335 Stehplätze, so dass mit Beginn der Saison 14.500 Steh- und Sitzplätze zur Verfügung standen. Zur Saison 2015/16 sollte dann der Ausbau der Haupttribüne um weitere 500 Plätze umgesetzt werden.
Beim Ligapokalspiel des VfB Stuttgart gegen Borussia Dortmund am 21. Juli 2003, zugleich das Eröffnungsspiel nach dem Umbau, war das damalige Waldstadion erstmals ausverkauft. Der Zuschauerrekord bei einem vom VfR Aalen selbst ausgetragenen Spiel war das Ligaspiel gegen den Lokalrivalen 1. FC Heidenheim am 17. Mai 2015. Das Stadion war dank mehrerer Tausend Gästefans mit 14.500 Zuschauern erstmals bei einem Ligaspiel ausverkauft. Das Derby endete 2:4, und besiegelte gleichzeitig den Abstieg des VfR Aalen in die 3. Liga.
Das Stadion war bereits Austragungsort von Spielen der Fußball-Europameisterschaft der Frauen 2001 und von Länderspielen der deutschen Frauen-Nationalmannschaft, von Spielen diverser deutscher Juniorennationalmannschaften sowie des DFB-Liga-Pokals.
Außerdem ist die Ostalb Arena auch Austragungsort von Konzerten; so betrug die Zuschauerzahl bei einem Konzert von Herbert Grönemeyer im Jahre 2003 annähernd 30.000. Anschließend musste der Rasen ausgewechselt werden. Überregionale Bekanntheit wurde der Stadt Aalen zuteil, als sie als Eigentümerin des Stadions aus diesem Grund im Jahr 2007 ein Konzertangebot des englischen Popstars Elton John trotz heftigen Protests der Bürgerschaft ablehnte. Am 30. Mai 2008 trat Herbert Grönemeyer erneut im Waldstadion auf, es kamen rund 24.000 Besucher. Mit dem Auftritt des deutschen Rappers Cro am 27. Juni 2015 vor ca. 18.000 Zuschauern fand erstmals seit 2008 wieder ein Konzert statt.
Im Oktober 2012 zog der Namenssponsor die Option für fünf weitere Jahre Namensgeber der Heimat des VfR Aalen zu bleiben. Im Mai 2017 kündigte Berndt-Ulrich Scholz den Werbevertrag über die Namensrechte der Sportstätte fristlos. Dem zufolge wurde die Scholz Arena am 14. Juli 2017 in Ostalb Arena umbenannt. Hinter dem neuen Namen sollen verschiedene Unternehmen aus der Region Ostwürttemberg stehen.
Nach dem feststehenden Abstieg aus der 3. Fußball-Liga wird die Kapazität der Ostalb Arena verringert. Die Stadt will den Mietvertrag für die mobile Osttribüne kündigen und den Rang abbauen lassen, da die Stadt wie auch der VfR Aalen in der Regionalliga Südwest mit einem deutlich geringerem Zuschauerinteresse rechnen. Die Osttribüne fasst 3.335 Zuschauer.
Mit einem Vertrag aus dem Juli 2023 wurde die Benennung des Stadions durch den VfR Aalen an das Dienstleistungsunternehmen Centus GmbH veräußert. Diese wurde nachträglich durch den Gemeinderat der Stadt Aalen genehmigt, da die Namensrechte eigentlich bei der Stadt lägen. Zuvor bestand ein bis 2020 befristeter Vertrag zwischen Stadt und Verein. Mit dem am 20. Juli 2023 gefassten Beschluss des Gemeinderats ist Inhaber der Vermarktungsrechte von der Saison 2023/24 bis zur Saison 2026/27 der VfR Aalen für eine Zahlung von 5.000 € pro Saison. Änderungen sind bei Ab- oder Aufstieg des Vereins möglich.
Aufgrund fehlender Rasenheizung trug der SSV Ulm 1846 in den Wintermonaten der Saison 2023/24 fünf Heimspiele in der Centus Arena aus.

## Zuschauerkapazität
| Bereich                       | Anzahl Plätze                   |
| ----------------------------- | ------------------------------- |
| Sitzplätze (Nord-/Südtribüne) | 04.685 (überdacht)              |
| Stehplätze (Ost-/Westtribüne) | 09.815 (davon: 3.335 überdacht) |
| Gesamt                        | 14.500 Plätze                   |